# William Gordon Starkey Thompson
William Gordon Starkey Thompson, britanski general, * 1900, † 1971.